# 弁の尼
弁の尼（べんのあま）とは、源氏物語に登場する架空の人物。弁は女房名で、作中では弁の君（べんのきみ）や弁の御許（べんのおもと）などとも呼ばれる。

## 概要
宇治八の宮家の女房である八の宮の北の方の従姉妹であり、母は柏木の乳母である。かつては母と共に柏木に仕えていた。柏木が好意を持っていた女三宮に仕える乳母子小侍従とも従姉妹同士でもある。そのために薫の出生の秘密（薫の父親が光源氏ではなく柏木であるということ）を知っており、薫が八の宮のもとを訪れた際そのことを語る。
この弁の尼は、薫にその出生の秘密を伝えるという、宇治十帖の中で非常に重要な役割を果たす人物であるが、薫の出生の秘密を知ることになった、柏木巻前後には全く姿を現さず、宇治十帖になって初めて老女として登場する。これを柏木巻前後が書かれたときにはまだ宇治十帖の構想は出来ていなかった理由付けになるのではないかとする考え方もあり、宇治十帖における最重要人物の一人である「宇治の八の宮」が、「かつて右大臣側の光源氏排斥の画策によって、東宮（のちの冷泉帝）を廃太子にし、この八の宮を東宮に立てようという策略があって、その計画失敗により政界からはじき出されてしまった。」という源氏物語における作品世界での大きな出来事が、時間軸からみてあるべき巻には全く描かれておらず、ずっと後になって宇治十帖において初めて明らかにされることともしばしば対比される。
柏木の死後、結婚して受領階級の夫とともに任国へ移る。母と夫の死後（小侍従の病死は京からの報告を受けて知った）、京に戻り宇治八の宮の北の方を頼りに八の宮家に仕え続ける。薫に出生の秘密を話して以来、薫の協力者となる。八の宮と姉・大君を亡くした中の君が匂宮に二条院へ迎えられてから、出家した身で八の宮家の留守を守る。

## 登場する巻
弁の尼は直接には以下の巻で登場し、本文中ではそれぞれ以下のように表記されている。
- 第45帖 橋姫 老い人、古者、弁、古人、弁の君
- 第46帖 椎本 老い人、古人、御乳母子
- 第47帖 総角 老い人、弁、古人、弁の御許
- 第48帖 早蕨 弁、古人、弁の尼
- 第49帖 宿木 老い人、弁、弁の尼、尼君、朽木
- 第50帖 東屋 弁、尼君、弁の尼君
- 第51帖 浮舟 尼君、尼
- 第52帖 蜻蛉 尼君

## 各巻での活動
母が柏木の乳母であったため、若い頃には母と共に柏木に仕えており、薫の出生の秘密を知ることとなった。その後結婚して夫に伴って筑紫に赴いたが、夫は「よからぬ人」と表記されるような夫としてはあまり望ましくない人であった。その夫は筑紫で死去してしまい、その後八の宮の北の方のいとこであるという縁を頼って宇治八の宮家の女房となっていた。（第二部以前）
宇治の八の宮の屋敷を訪ねて来た薫に出生の秘密を語り、柏木の遺品を伝える。（第45帖 橋姫）
薫と宇治の大君の間をとりもとうとし、双方の意向を伝える。（第46帖 椎本）
匂宮を薫と思いこんで中の君の寝所に案内したため匂宮と中の君が結ばれる。（第47帖 総角）
宇治の大君の死を機に出家し、妹の中の君が二条院に迎えられた後も宇治に残り宇治の宮邸の留守を守る。（第48帖 早蕨）
薫が浮舟を三条の小家から宇治に連れ出すのを手伝う。（第50帖 東屋）
薫が訪ねて来たが顔をだすのを控える。（第52帖 蜻蛉）
大君を偲ぶ薫の話し相手となる。中将の君（浮舟の母）の話し相手となる。（第53帖 手習）